# Култура на полетата с погребални урни
Културата на полетата с погребални урни или съкратено Култура на погребалните урни е археологическа култура, съществувала на територията на Централна Европа през късната бронзова епоха (1300 – 800/750 г. пр.н.е.).
Културата се характеризира чрез погребения с кремиране на покойника. Те са част от големи, плоски некрополи. Останките от кремацията са положени в глинен съд на дъното на гробната яма. Тя възниква на базата на предхождащата я култура на могилните погребения, широко разпространена в Централна Европа по време на средната бронзова епоха според местната хронология. За нея са характерни погребения с трупополагане под могилен насип. В някои части на Германия двата погребални ритуала (трупополагане и кремация) съществуват едновременно. Известни са гробове, съдържащи керамика характерна за културата на могилните погребения и мечове присъщи на тази с погребални урни, което заедно с погребалния обред, демонстрира плавния преход между двете. Този преход се извъшва в периода Bz D (13 в пр. Хр.) по централноевропейската относителна хронология. Основното развитие на културата на Полетата с погребални урни попада в следващите периоди На А – В (12-10 в пр. Хр.). Разпространението ѝ обхваща почти целия континент – от Скандинавия до Балканския полуостров и от Румъния до Франция. В България тази култура е най-добре представена чрез некропола от с. Орсоя, Ломско, но не получава широко разпространение. От 9 в пр. Хр. културата на полята с погребални урни постепенно изчезва и е заменена от културата Халщат (кръстена на едноименния некропол в Австрия).